# Свидетелство за правоуправление на МПС
Свидетелството за правоуправление на МПС, наричано накратко според формата му шофьорска карта или шофьорска книжка, е личен документ, удостоверяващ правото на лицето да управлява моторно превозно средство. Може да бъде използван и за документ за самоличност.
В миналото е използвана картонена шофьорска книжка. В много страни, включително и в България, вече се използва ламинирана пластмасова карта с електронен чип с данни за лицето, притежаващо картата.
В редица държави – като САЩ и Канада например, тази карта, освен за нуждите на регистрацията и контрола върху автомобилния транспорт, широко се използва и като документ за установяване на самоличността на лицето в страната, служи като паспорт или лична карта при най-различни правни и други въпроси. Въпреки това обаче тя не замества напълно останалите документи за самоличност, които удостоверяват и други данни за лицето. Така например при влизане/напускане на страната се очаква лицето да представи паспорт или друг вид документ за самоличност за пътуване зад граница – например зелена карта и PR карта.

## В България
В българското законодателство, свидетелството за управление на МПС е уредено със Закон за движението по пътищата. За придобиване на правоуправление на МПС са налице следните изисквания:
- Кандидатът да има навършени 16 години и основно образование
- Обучение включващо 30 часа практика и 40 часа теория

Обученията се извършват в обучителни центрове (автошколи), предлагащи теоретична и практическа подготовка за следните категории: Категория А, Категория В/B 1, Категории С, D, Категории В+Е, С+Е, D+Е, Категории Т, Категория М.
Шофьорската книжка за категория B позволява управление на леки, лекотоварни и товарни автомобили с тегло включително и товара до 3,5 тона и до 8 места.
Шофьорски курсове предлагат подготовка за двете основни части, през които преминава изпитът за придобиване на свидетелство за правоуправление на МПС.
Практически изпит – кормуване се състои в управление на МПС в градски условия пред изпитна комисия.
Маршрут за изпита – кормуване се определя от председателя на комисията и задължително съдържа следните елементи:
- Преминаване през най-малко три кръстовища, регулирани с пътни знаци или светофари
- Извършване на най-малко 5 десни, 5 леви и един обратен завой
- Пресичане на улица с две платна за движение
- Спиране и потегляне по наклон
- Паркиране успоредно или перпендикулярно на тротоара

По време на управлението председателят своевременно уведомява кандидата за промяна на посоката на движение.
В случаи, когато теоретичният и практически изпит са издържани, следва да се приготвят следните документи за издаване на свидетелство за управление на МПС:
- За категория „В“ – Лична карта, диплома – копие и оригинал (същата, която е представена при записването), талон от курс в БЧК, медицинско от личен лекар за съответната категория.
- За категория „С“ – лична карта, шофьорска книжка, контролен талон, диплома – копие и оригинал (същата, която е представена при записването), талон за психологическа годност, медицинско от личен лекар за съответната категория.
- За категория „СЕ“ – лична карта, шофьорска книжка, контролен талон, диплома – копие и оригинал (същата, която е представена при записването), медицинско от личен лекар за съответната категория.
- За категория „D“ – лична карта, шофьорска книжка, контролен талон, диплома – копие и оригинал (същата, която е представена при записването), талон за психологическа годност, медицинско от личен лекар за съответната категория.
- За категория „А“, „А1, „А2“ – Лична карта, диплома – копие и оригинал (същата, която е представена при записването), медицинско от личен лекар за съответната категория, шофьорска книжка и контролен талон (ако притежава такива).[1]

Обобщено необходими са:
- Заявление за издаване на свидетелство на водача за Управление на МПС /по образец съгласно правилника за издаване на българските документи за самоличност/
- Лична карта
- Удостоверение за завършен курс за оказване на първа долекарска помощ
- Карта за медицински преглед на водача на МПС /от личния лекар/
- Платежен документ за платена държавна такса

В случаите, когато не е издържан теоретичният изпит, курсистът няма право да се явява на практически изпит. Повторно явяване на теоретичен изпит се извършва при следващо назначаване на изпит /около седмица/.
В случаите, когато курсистът не е издържал практическия изпит преди повторно явяване на изпит, е необходимо да вземе допълнително часове по практика.